# Кондратьево (Иркутская область)
Кондра́тьево — село в Тайшетском районе Иркутской области России. Административный центр Полинчетского муниципального образования. 

## География
Село находится примерно в 158 км к северу от районного центра.

## Население
| 2002 | 2010 | 2011 | 2012 |
| ---- | ---- | ---- | ---- |
| 215  | ↘190 | ↘189 | ↘188 |

По данным Всероссийской переписи, в 2010 году в селе проживало 190 человек (109 мужчин и 81 женщина).